# Ramcharitmanas
Le Ramcharitmanas, ou Ram Charit Manas (IAST : Rāmacaritamānasa), littéralement « Lac des légendes de Rāma » (mais l’œuvre est aussi connue sous le nom de « Ramayan hindi ») est une épopée hindoue vishnouite du XVIe siècle écrite par Goswami Tulsīdās (1532-. Il s'agit là de son œuvre la plus importante, composée au milieu du XVIe siècle.
Rédigé en awadhi (un dialecte de l'hindi oriental), l'ouvrage conte la vie de Rāma en s'inspirant du Râmâyana. L'auteur invite le fidèle qui le lit à suivre la voie de la bhakti, c'est-à-dire de la dévotion, et entend purifier son âme. En Inde du Nord, il a été durant des siècles plus populaire que le Ramayana en sanskrit, car écrit dans une langue compréhensible par la masse des fidèles.

## Généralités

### Titre
Le titre de l'ouvrage est un mot composé de trois termes: Râm-charit-mânas. Le dernier, mânas, désigne à la fois l'esprit et le lac sacré où le Gange prendrait sa source, selon la tradition, ce qui explique la traduction de mânas par « lac spirituel » retenue par la traductrice et indianiste Charlotte Vaudeville (en). Quant à carita, il signifie « exploits, aventure; ensemble des actes, vie ; existence ». Le titre complet, Râmcharitmânas , renvoie donc à la source et à l'esprit de la vie de Râma, avatar de Vishnou, lequel est ainsi incarné en héros. Finalement, le titre peut se rendre en français par « Lac des légendes de Rāma » ou par « Lac spirituel de la geste de Râm ».
Cette geste de Râma conte aussi la nécessité du règne de l'Ordre (Dharma).

### Date de composition
La rédaction du Râmcharitmânas a débuté à une date et en lieu particulièrement favorables. Le texte indique en effet que Tulsidas a entamé son travail « le 9e jour du mois de Caitra de l'an Vi,S. 1632 (sic) [1574 après J.-C.] » du calendrier hindou, soit en 1574 EC, jour qui correspond à la date à laquelle on célèbre, en Inde, la naissance de Rama; et d'autre part qu'il était Ayodhya, la ville tenue pour la capitale du royaume de Râma. Mais l’œuvre a sans doute été terminée bien plus tard à Bénarès, où Tulsîdâs a vécu les dernières années de sa vie.

## Sources et thème
Tulsîdâs mentionne explicitement deux sources qui l'ont inspiré. La première est le Râmâyana, et cette référence est sans doute aussi une allusion à l'auteur légendaire du Râmâyana, Vâlmiki, dont Tulsîdâs était, aux yeux de ses contemporains, la réincarnation; la seconde est l'Adhyâtma Râmâyana, « le Râmâyana spirituel », un ouvrage mystique, en sanskrit, datant du XIIIe ou XIVe siècle. S'il n'est pas toujours aisé de repérer les emprunts à ces ouvrages, leur étude permet de mieux déterminer l'originalité de Tulsîdâs en tant que poète et mystique.
C'est en adorateur de Râma que Tusîdâs compose son ouvrage — il dira d'ailleurs que son livre n'a pas d'autre mérite que de contenir le nom de Râma — et il fait de l'amour de Râma (Râm-bhakti) comme moyen de salut le thème religieux central de son livre.

## Contenu

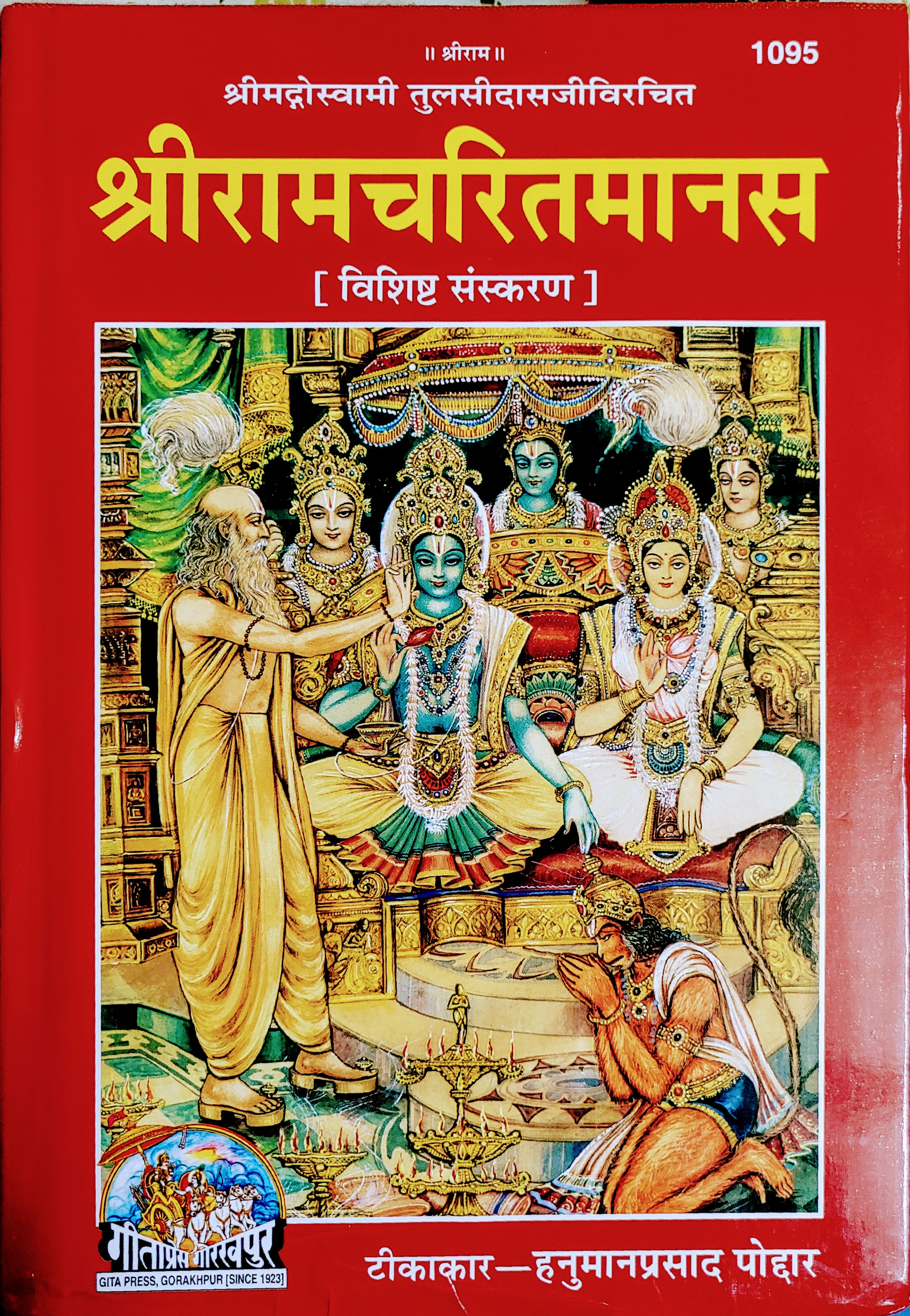
Couverture du Râmcharitmânas, publié ici par, plus grand éditeur de textes religieux hindous.

Tout comme le Râmâyanae, le livre se compose de sept parties; les titres sont identiques dans les deux œuvres, à l'exception du sixiéme.
1. Bāla-kāṇḍa — « Livre de la jeunesse »
2. Ayodhyā-kāṇḍa — « Livre d'Ayodhyā »
3. Araṇya-kāṇḍa — « Livre de la forêt »
4. Kiṣkindhā-kāṇḍa — « Livre de Kishkindhâ »
5. Sundara-kāṇḍa — « Le Beau Livre »
6. Lankā-kāṇḍa — « Livre de Lanka »
7. Uttara-kāṇḍa — « Le Dernier Livre »

## Importance
Selon Jean Filliozat, le Râmcharitmânas est « un des textes majeurs de la dévotion vichnouite vivante, en même temps qu'un chef-d'œuvre de la poésie hindi. »

#### Traductions
- Le Ramayan de Tulsi-Das (trad. de l'hindi et commentaires par Charlotte Vaudeville (en), morceaux choisis), Paris, Les Belles Lettres, coll. « UNESCO d’œuvres représentatives / série indienne », 1977, 211 p.
- Le lac spirituel. Traduction française de l'Ayodhyākāṇḍa du Rāmāyaṇa de Tulsī-Dās (Traduction, introduction et notes de Charlotte Vaudeville), Paris, A. Maisonneuve, 1955b, xxix + 157 p.Traduction intégrale du livre II du Rāmāyaṇa
- (en) The Ramayana of Tulsidas (Rendered into English verse by A. G. Atkins), New Delhi, The Hindustan Times, 1954, xx+ 868 p. (Vol. I, xx + p. 1-510 - livres I et II ; vol. II, p. 511-868 - livres III à VII) [Lire en ligne le volume I (page consultée le 8 octobre 2024)] / [Lire en ligne le volume II (page consultée le 8 octobre 2024)] /  [Version en un volume, avec le texte en awhardi. 1476 p. (page consultée le 8 octobre 2024)]
- (awa + en) Tulsīdās (Translated by Philip Lutgendorf (en)), The Epic of Ram, Cambridge, MA, Harvard University Press, coll. « Murty Classical Library of India », 2016–2023, 2700 p. (seven volumes)

#### Études
- (en) Ramdat Bharadwaj, The Philosophy of Tulsidas, New Delhi, Munshiram Manoharlal, 1979, XIII + 359 p. (ISBN 978-8-121-50243-6)
- (en) Philip Lutgendorf, The Life of a Text: Performing the Ramcaritmanas of Tulsidas, Berkeley, University of California Press, 1991, 450 p. (ISBN 978-0-520-06690-8)
- Françoise Mallison, « Tulsî-Dâs et le Ramayana hindi », dans Pierre-Sylvain Filliozat, Dictionnaire des littératures de l'Inde, Paris, PUF, coll. « Quadrige », 2001 (1re éd. 1994), 379 p. (ISBN 978-2-130-52135-8), p. 343-344
- Charlotte Vaudeville, Etude sur les sources et la composition du Rāmāyaṇa de Tulsī-Dās, Paris, Librairie d'Amérique et d'Orient A. Maisonneuve, 1955a, XXIII, 337 (présentation en ligne)
- Charlotte Vaudeville, « Introduction, glossaire et notes », dans Le Rāmāyan de Tulsi-Das, Paris, Belles Lettres, coll. « UNESCO d’œuvres représentatives / Série indienne », 1977, 211 p., p. 1-23; 189-211 et passim